# Chico Slimani
Pour les articles homonymes, voir Slimani.
Chico de son vrai nom Yousseph Slimani né le 2 avril 1971 à Bridgend au Pays de Galles, est un chanteur gallois d'origine marocaine.

## Biographie
À 2 ans il part vivre au Maroc avec ses grands-parents. Descendant de paysans, il est berger dès son plus jeune âge dans la région de Oujda.
À 14 ans, il retourne au Royaume-Uni, plus exactement à Crawley dans le West Sussex, chez son père, chauffeur de taxi. il y accumule les petits boulots, coiffeur, électricien, gogo dancer, etc. et s'adonne aux arts martiaux. 
Ce n'est qu'en 2005 que la chance lui sourit. Il participe à XFactor et séduit totalement les téléspectateurs et le jury par son talent de « performer » ! Il termine en deuxième position et les dés sont rapidement jetés. La major « Sony BMG » le sollicite pour lui enregistrer son premier single, « It's Chico time » . Un véritable carton ! Sorti en Février 2006, ce titre se classe en tête des « UK single Charts » (hit-parade anglais) en Mars 2006, devant Sorry de Madonna et Nasty Girl de The Notorious B.I.G..
Ce tube est une chanson au rythme entraînant et au son à la fois pop et soul. Adulé par une pléthore de fans, Chico est devenu en peu de temps une vraie coqueluche, une étoile montante, dans la même lignée que Ricky Martin. Son physique méditerranéen, son regard ténébreux, sa belle voix et ses déhanchements font de lui un authentique latin-lover auprès de la gent féminine. Son succès est tel qu'un long-métrage s'inspirant de sa vie va bientôt être tourné (film qu'il co-produira et co-écrira). Il faut dire que son vécu est loin d'être anodin et la presse anglaise lui a déjà consacré d'innombrables articles.
Chico vit à Swansea, au Pays de Galles, et a été propulsé en 2006 dans les hit parade des ventes de disques au Royaume-Uni  avec sa chanson It's chico time. Il a été découvert grâce à l'émission de télé réalité X-Factor.

## Discographie

### Albums
- Lights, Camera, Action (2006)

The album was originally due for release in November 2006, but was shelved due to poor sales of the lead single "D.I.S.C.O.". Despite the album never being released, four singles were taken from it: "D.I.S.C.O.", "Curvy Cola Bottle Body Baby", "Are You In It For Love" and his number-one smash hit debut single, "It's Chico Time".
1. "I Wanna Dance With You"
2. "D.I.S.C.O."
3. "Take My Breath Away"
4. "Come With Me"
5. "Cheeky Bow Wow"
6. "If I'm Not The One"
7. "Crazy"
8. "Are You In It For Love"
9. "Girls of The World"
10. "Curvy Cola Bottle Body Baby"
11. "Lights, Camera, Action"
12. "Girls, Girls, Girls"
13. "Good Day"
14. "Prisoner of Love"
15. "It's Chico Time"

### Singles
| Année | Single                        | Chart Positions | Chart Positions |
| Année | Single                        | UK              | IRE             |
| ----- | ----------------------------- | --------------- | --------------- |
| 2006  | "It's Chico Time"             | 1               | 3               |
| 2006  | "D.I.S.C.O."                  | 24              | 39              |
| 2007  | "Curvy Cola Bottle Body Baby" | 45              | -               |
| 2007  | "Are You In It For Love"      | -               | -               |
| 2010  | "It's England Time"           | -               | -               |